# Иоганн Эрнст Саксен-Кобургский
Иоганн Эрнст Саксен-Кобургский (нем. Johann Ernst von Sachsen-Coburg; 10 мая 1521, Кобург — 8 февраля 1553, Кобург) — герцог Саксен-Кобургский из Эрнестинской линии Веттинов.

## Биография
Иоганн Эрнст был сыном саксонского курфюрста Иоганна Твёрдого от второго брака с Маргаритой Ангальт-Цербстской. Он воспитывался теологом-реформатором Георгом Спалатином.
Когда после смерти отца его старший брат Иоганн-Фридрих Великодушный стал новым курфюрстом Саксонии — Иоганн Эрнст стал его соправителем.
В 1542 году Иоганн-Фридрих выделил брату отдельное владение во Франконии, и тот стал править им из Кобурга.
12 февраля 1542 года Иоганн Эрнст женился в Торгау на Екатерине, дочери герцога Филиппа I Брауншвейг-Грубенхагенского; детей у них не было. При Иоганне Эрнсте в Штайнхайде началась добыча золота.
Когда в 1547 году Иоганн-Фридрих был приговорён императором Карлом V к смерти (а затем помилован) — Иоганн Эрнст продолжил править в Кобурге, его единственной потерей стал переданный императору Кёнигсберг.
Когда в 1553 году Иоганн Эрнст скончался, то Кобург был возвращён выпущенному из заключения Иоганну-Фридриху.